# Skeleton-Juniorenweltmeisterschaft 2016
Die Skeleton-Juniorenweltmeisterschaft 2016 war die 14. Austragung der Skeleton-Juniorenweltmeisterschaft und fand zwischen den 18. und dem 23. Januar 2016 in Winterberg im Hochsauerland in der Veltins-Eisarena statt. Bei den Frauen konnte Lelde Priedulēna sich und ihrem Heimatland Lettland den ersten Junioren-Weltmeistertitel im Skeleton sichern und bei den Männern konnte mit Nikita Tregubov aus Russland seinen Junioren-Weltmeistertitel aus den Vorjahr verteidigen. Er ist damit der erste Skeletonfahrer, welchen dies gelungen ist. Zwei Weltmeistertitel konnten zudem sein Landsmann Alexander Tretjakow (2006 und 2008) und der Deutsche Christopher Grotheer (2013 und 2015) gewinnen.

## Teilnehmende Nationen
| Europa (14 Nationen) |                                                                                           |
| --- | ----------------------------------------------------------------------------------------- |
| \| - Deutschland - Frankreich - Italien - Lettland - Niederlande - Österreich - Polen \| - Rumänien - Russland - Schweiz - Spanien - Tschechien - Ukraine - Vereinigtes Königreich \| |                                                                                           |
| Amerika (1 Nation) |                                                                                           |
| - Kanada |                                                                                           |
| Asien (1 Nationen) |                                                                                           |
| - Japan |                                                                                           |
| - Deutschland - Frankreich - Italien - Lettland - Niederlande - Österreich - Polen | - Rumänien - Russland - Schweiz - Spanien - Tschechien - Ukraine - Vereinigtes Königreich |

## Medaillenspiegel
| Platz | Land        |   |   |   |   |
| ----- | ----------- | - | - | - | - |
| 1     | Lettland    | 1 | – | – | 1 |
| 1     | Russland    | 1 | – | – | 1 |
| 3     | Deutschland | – | 1 | 1 | 2 |
| 4     | Niederlande | – | 1 | – | 2 |
| 5     | Italien     | – | – | 1 | 2 |
| Total | Total       | 2 | 2 | 2 | 6 |

## Medaillengewinner
| Wettbewerb | Gold             | Gold        | Silber                | Silber      | Bronze         | Bronze      |
| Wettbewerb | Sportler         | Leistung    | Sportler              | Leistung    | Sportler       | Leistung    |
| ---------- | ---------------- | ----------- | --------------------- | ----------- | -------------- | ----------- |
| Frauen     | Lelde Priedulēna | 2:02,19 min | Kimberley Bos         | 2:02,54 min | Anna Fernstädt | 2:02,73 min |
| Männer     | Nikita Tregubow  | 1:57,43 min | Kilian von Schleinitz | 1:57,51 min | Mattia Gaspari | 1:57,80 min |